# 36e régiment d’infanterie

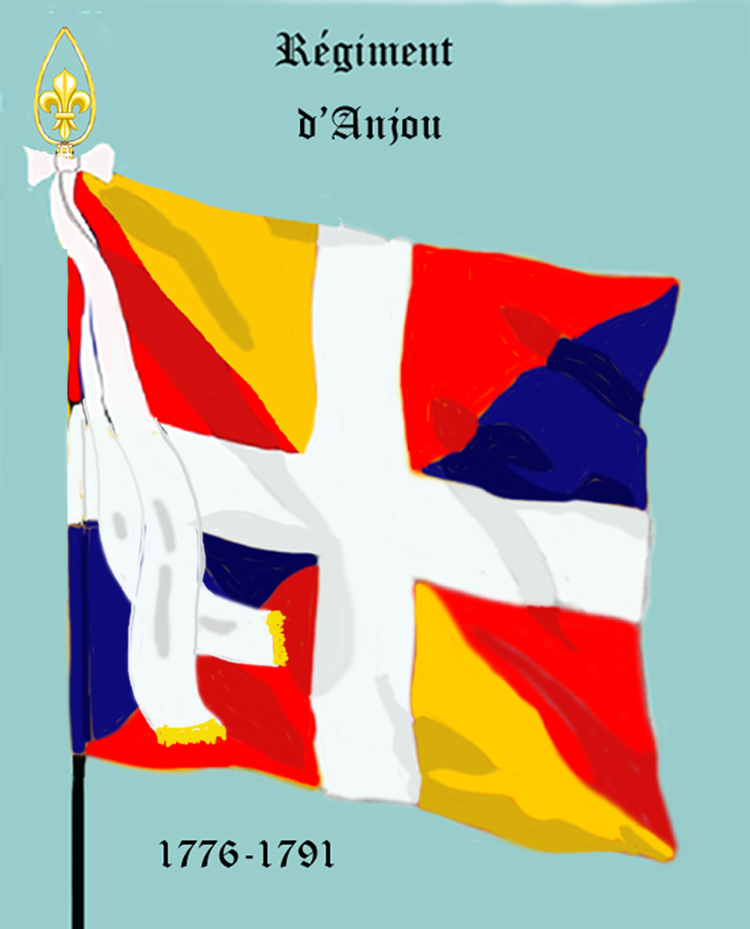
Ordonnanzfahne des Régiment d’Anjou

Das 36e régiment d’infanterie war ein Infanterieregiment, aufgestellt 1753 als Régiment d’Anjou im Königreich Frankreich, im Dienst während des Ancien Régime und danach mit einigen Unterbrechungen bis zur Auflösung 1993.
Bis zur Vereinheitlichung durch die in der Revolution geschaffene Nummerierung trug es den Namen der Provinz Anjou.
Von 1671 bis 1753 führte das spätere 35e régiment d’infanterie den Namen „Régiment d’Anjou“.

## Aufstellung und signifikante Änderungen
- 1776: Aus dem 2. und 4. Bataillon des bisherigen Régiment d’Anjou wurde das neue Régiment d’Anjou aufgestellt.
- 1791: Umbenennung in 36e régiment d’infanterie de Ligne
- 1793: Im Zuge der Premier amalgame wurden die Regimenter abgeschafft und als Stamm zur Bildung der Demi-brigades de bataille verwendet. Das 1. Bataillon wurde der 71e demi-brigade und das 2. Bataillon der 72e demi-brigade zugeteilt.[1]
- 1803: Wiederaufstellung des 15e régiment d’infanterie de ligne
- 1814: Während der Restauration und während der Herrschaft der Hundert Tage behielt das Regiment seinen Namen.
- 16. Juli 1815: Nach der endgültigen Abdankung von Napoléon Bonaparte wurde das Regiment zusammen mit der gesamten Napoleonischen Armee entlassen.
- 11. August 1815: Wiederaufstellung als 45e Légion Lot-et-Garonne
- 1820: Die 45e Légion Lot-et-Garonne wurde in 36e régiment d’infanterie de ligne umbenannt.
- 1914: Bei der Mobilmachung stellte es sein Reserveregiment, das 236e régiment d’infanterie, auf
- 1923: Auflösung
- 1939: Wiederaufstellung
- Juni 1940: Das Regiment wurde auf dem Schlachtfeld vernichtet.
- 1959: Wiederaufstellung als 36e bataillon d’infanterie
- 1962: Umwandlung in ein Reserveregiment der Territorialkräfte. Stationiert in Caen.
- 1993: Auflösung

Mit der Reorganisation des 1. Januar 1791 verloren alle Regimenter ihre Namen und wurden fortan nur noch mit Nummern bezeichnet. Bis zur Premier amalgame 1793 hieß das Regiment nunmehr „36e régiment d’infanterie (ci-devant Anjou)“.
Die Premier amalgame brachte die Auflösung des Regimentsverbandes, die beiden Bataillone kamen nie mehr zusammen. Die bisherige Ordnung wurde völlig auf den Kopf gestellt, aus den Regimentern wurden Demi-brigades de bataille. Damit wurde die Traditionslinie unterbrochen und erst im Jahre 1803 fortgesetzt, als die Regimenter wieder eingeführt wurden. Es entstand ein neues „36e régiment d’infanterie“, das mit dem alten nichts mehr zu tun hatte.

## Mestres de camp/Colonels/Chefs de brigade
Mestre de camp war von 1569 bis 1661 und von 1730 bis 1780 die Rangbezeichnung für den Regimentsinhaber und/oder für den mit der Führung des Regiments beauftragten Offizier. Die Bezeichnung „Colonel“ wurde von 1721 bis 1730, von 1791 bis 1793 und ab 1803, „Chef de brigade“ von 1793 bis 1803 geführt.
Nach 1791 gab es keine Regimentsinhaber mehr.
Sollte es sich bei dem Mestre de camp/Colonel um eine Person des Hochadels handeln, die an der Führung des Regiments kein Interesse hatte, so wurde das Kommando dem „Mestre de camp lieutenant“ (oder „Mestre de camp en second“) respektive dem Colonel-lieutenant oder Colonel en second überlassen.
- 26. April 1775: Alexandre-Louis, vicomte de Mailly
- 1. Januar 1784: Michel-Palamède de Forbin, comte de Janson
- 25. Juli 1791: Louis-Gabriel-Marie de Contades de Gizeux
- 5. Februar 1792: Jean-Henri de Wildermouth
- 29. Juni 1792: Augustin-Joseph Isambert
- 8. März 1793: Jean-Baptiste-Philibert Bodin de Saint-Laurent
- 1803: Jean-François Graindorge
- 1805: Antoine-Charles Houdard de Lamotte
- 1806: Pierre-André-Hercule Berlier
- 1811: Jean-François-Antoine Metrot
- 1849: Colonel Blanchard
- Juni 1940: Lieutenant-colonel Bléger

## Uniformen der königlichen Armee

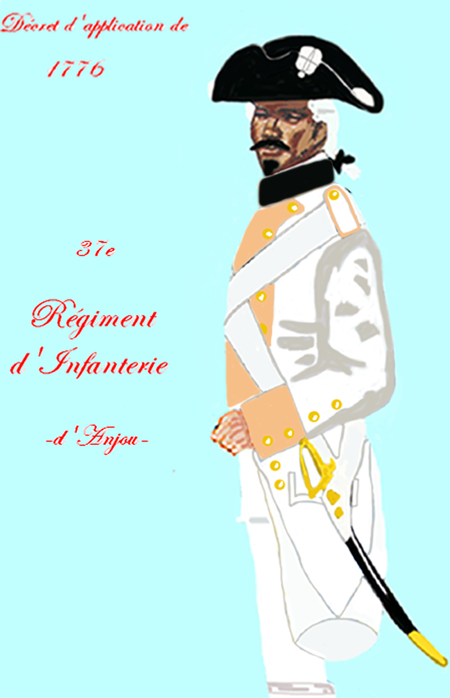
1776
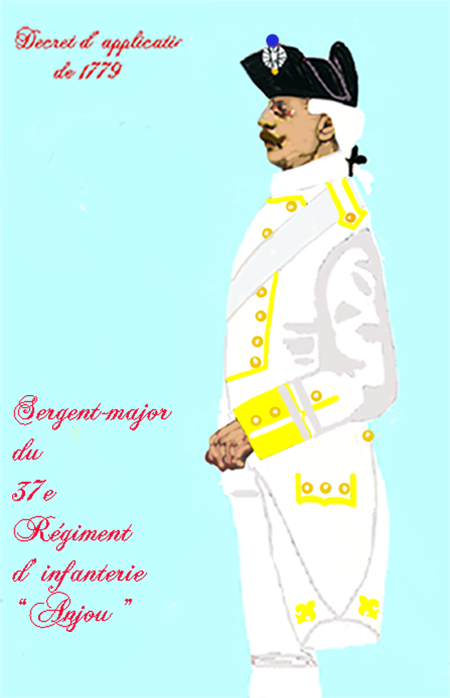
1779
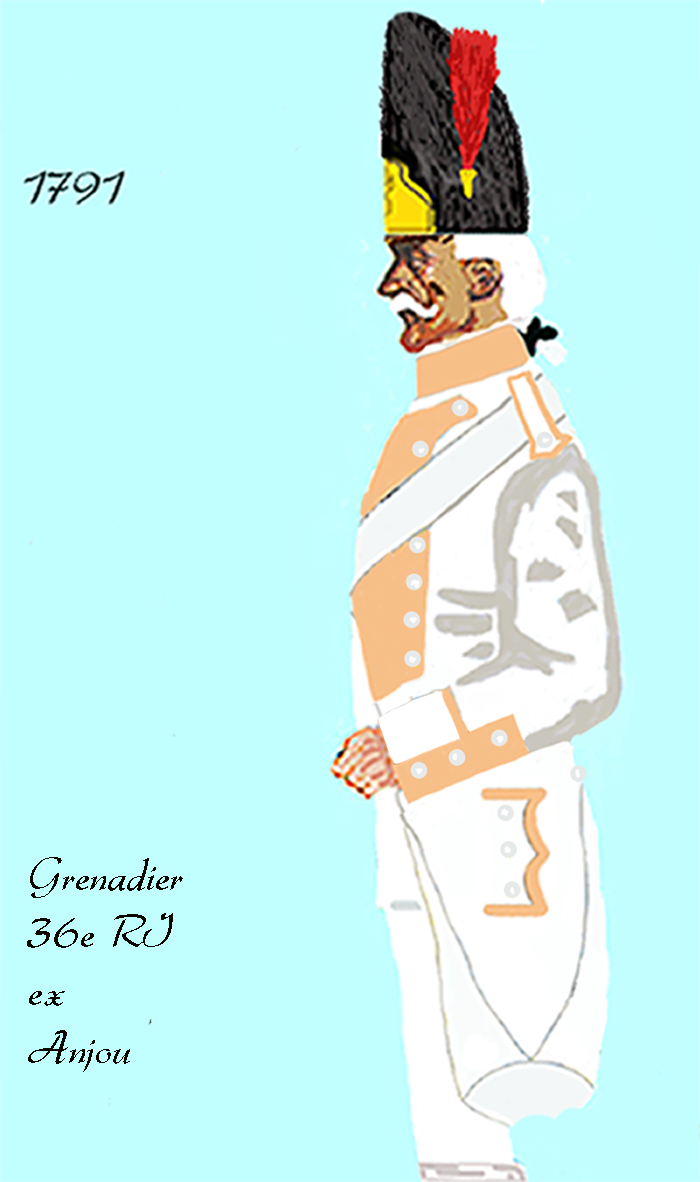
1791

## Einsatzgeschichte
Nach der Aufstellung verließ das Regiment Perpignan und marschierte nach Grenoble, wo es im August ankam.
Die erste Aufgabe 1775 bestand im Ehrengeleit für die Prinzessin Marie Clothilde, als die Verlobte des Herzogs von Savoyen an der Brücke von Beauvoisin auf sardisches Gebiet übertrat.

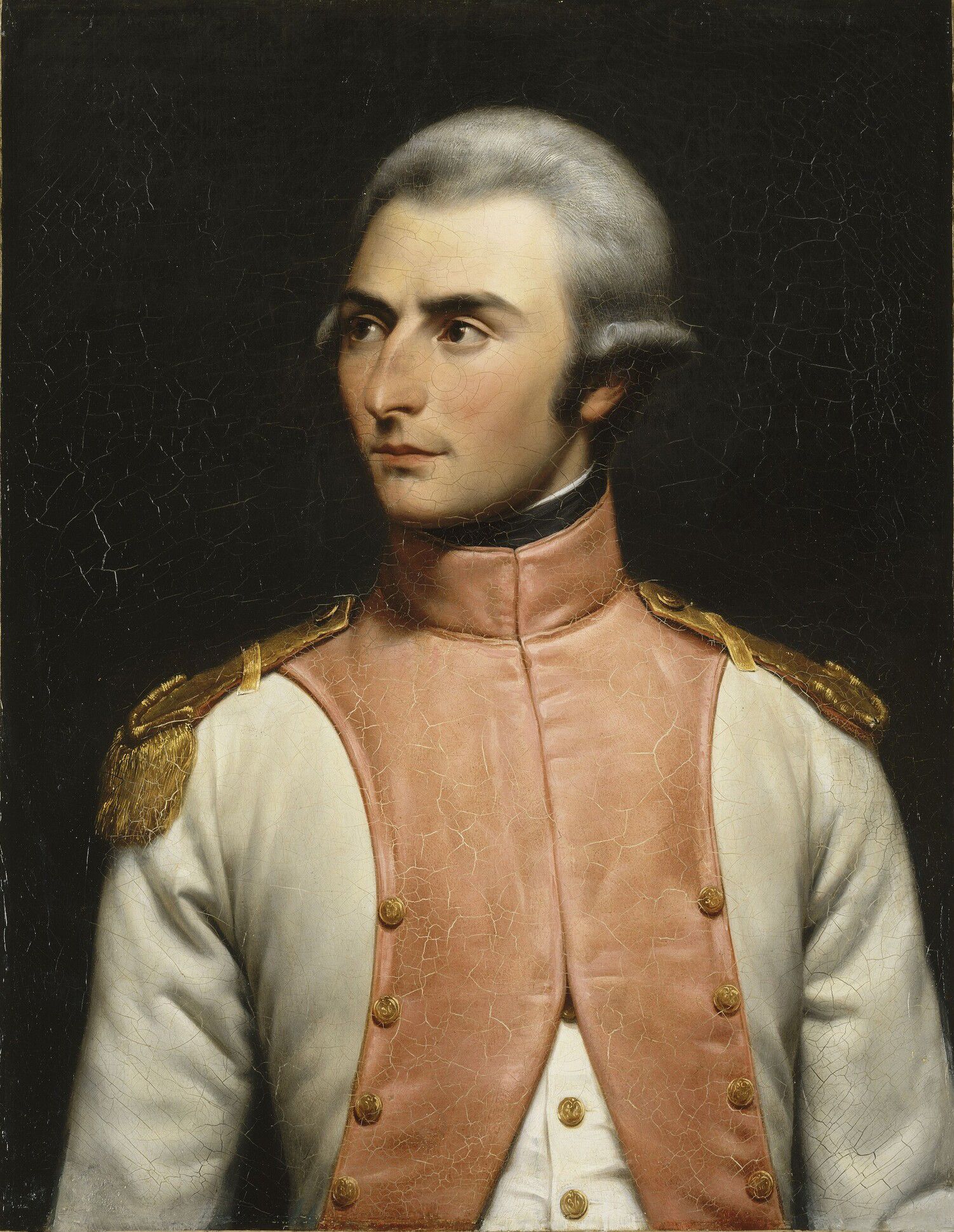
Jean-Baptiste-Jules Bernadotte, später Marschall von Frankreich und König von Schweden, Lieutenant im 36^{e} régiment de ligne 1792. Gemälde von Louis-Félix Amiel (1802–1864), 1834.

Dann verlegte das Regiment im Dezember 1775 nach Lille, im Juli 1778 nach Dünkirchen, im Juli 1779 nach Saint-Omer, im August 1779 nach Dieppe, im Dezember 1779 nach Saint-Omer, im Juni 1780 nach Berghes, im November 1783 nach Rouen, im Mai 1784 nach Brest (Finistère), im April 1788 nach Tours, im August des gleichen Jahres nach La Rochelle und im November nach Tours. Das 2. Bataillon wurde im Dezember 1790 nach Blois abgestellt. Im Februar 1791 befand sich das Regiment in Saint-Servan und Saint-Brieuc, wo eine große Anzahl der Offiziere ihre Einheit verließen, um entweder aus dem Militärdienst ganz auszuscheiden oder zu „emigrieren“, d. h. sich den Truppen der Royalisten des Grafen von Artois anzuschließen. Der spätere König von Schweden Karl XIV. Johann diente zu dieser Zeit als Sous-lieutenant im Regiment. Im Jahr 1792 war das Regiment der „Armée du Rhin“ (Rheinarmee) zugeteilt.
Im Jahre 1793 war das Regiment in die Intrigen des Armeekommandanten Général de division Adam-Philippe de Custine verwickelt, der eigenmächtig den Regimentskommandanten abgelöst und ihn durch den Lieutenant-colonel Ferrette ersetzt hatte. Es war dies einer der Nägel auf dem Sarg von de Custine, dem dieser Vorgang in seinem Prozess vorgeworfen wurde. Es kam zu Unruhen im Regiment, dessen beide Bataillone daraufhin getrennt eingesetzt wurden.
Das 1. Bataillon wurde zur Armée du Rhin (Rheinarmee) kommandiert und bezog seine Garnison im Brückenkopf Kastel der Festung Mainz. Bei der Verteidigung der Festung 1793 konnte es sich auszeichnen. Beim ehrenvollen Auszug nach der Kapitulation bildete das Regiment die Spitze der linken Kolonne und stellte während des Rückzuges die Vorhut. Einige Tage später wurde es als Verstärkung zu der gerade geschlagenen „Armée du Nord“ geschickt. Das Bataillon kämpfte in den Gefechten des 7., 8. und 9. Mai bei Saint-Amand, bei der Blockade von Condé-sur-l’Escaut, in den Gefechten vom 7., 8. und 9. September bei Ypern, in der Schlacht bei Hondschoote und verschiedenen Scharmützeln bei Orchies. Mit der Armee von Jean-Charles Pichegru war es an der Eroberung der Spanischen Niederlande beteiligt. Am 4. April wurde das Bataillon zur Aufstellung der „71e demi-brigade de bataille“ verwendet.
Das 2. Bataillon wurde von der Armee Custines zur Armée de la Moselle versetzt, mit der es am 9. Juni 1793 am Gefecht bei Arlon teilnahm. Am 17. April 1794 wurde es zur Aufstellung der „72e demi-brigade de bataille“ verwendet.

### Kriege der Revolution und des Ersten Kaiserreichs
- 2. Dezember 1805: Schlacht bei Austerlitz
- 1806: Feldzug in Preußen und Polen, Schlacht bei Jena
- 1807: Schlacht bei Eylau
- 3. April 1811: Schlacht bei Sabugal
- 1814: Spanischer Unabhängigkeitskrieg, Schlacht bei Orthez

## 1815 bis 1870
- 1830: Mit Anordnung vom 18. September wurde ein 4. Bataillon aufgestellt, womit sich der Personalbestand des Regiments auf 3.000 Mann erhöhte.[3]

Im Jahre 1849 wurde die Einheit zum Mittelmeer-Expeditionskorps abgestellt. Hier war es an der Bekämpfung der Römischen Republik und der Belagerung von Rom beteiligt.
Per Dekret vom 2. Mai 1859 musste das Regiment eine Kompanie zur Aufstellung des „102e régiment d’infanterie de ligne“ abgeben.

### Deutsch-Französischer Krieg
Am 6. August 1870 kämpfte das 36e RI in der Schlacht bei Wörth. Die Verluste betrugen 45 Offiziere und 960 Soldaten und Unteroffiziere an Gefallenen, Verwundeten und Gefangenen.
In der Schlacht verlor das Regiment nach blutigem Kampf seine Fahne und den Adler, die von bayerischen Truppen erbeutet wurden. Erst im Jahre 1946 kehrte der Adler nach Frankreich zurück.
Die Deutschen fertigten eine Postkarte, die die Situation darstellte und die Inschrift trug:
Wörth, 6. August 1870
Eroberung einer französischen Fahne
durch das
königlich bayerische 2. Infanterieregiment

### 1871 bis 1914
Nach der Niederlage von 1870 und der damit verbundenen Reorganisation des Heeres bezog das 36e régiment d’infanterie die „Caserne Lefèbvre“ in der Festung von Caen. Hier verblieb es bis zum Ausbruch des Ersten Weltkrieges.

### Erster Weltkrieg
Das 36e RI gehörte zur 10. Infanteriebrigade der 5. Infanteriedivision (August 1914 bis Mai 1917) im 3. Armeekorps. Von Mai 1917 bis November 1918 gehörte das Regiment zur 121. Infanteriedivision.

#### 1914
- Einmarsch in Belgien mit Gefechten am 22. August bei Châtelet und Bouffioulx
- 24. August: Teilnahme an der Schlacht an der Sambre
- 29. August: Schlacht an der Guise
- 5. bis 12. September: Schlacht an der Marne
- September bis Dezember: Schlacht an der Aisne, anschließend Stellungskämpfe an der Aisne, bei Brimont und Courcy

#### 1915
- Januar bis April: Stellungskämpfe an der Aisne im Wald von Beaumarais
- Mai bis September: Stellungskämpfe im Artois, bei Neuville-Saint-Vaast (im Juni bei Souchez)
- Oktober bis Dezember: Stellungskämpfe an der Somme bei Amiens

#### 1916
- Januar bis März: Stellungskämpfe an der Somme bei Dompierre-Fay
- April bis Mai: Schlacht um Verdun, im April Abwehrkämpfe im Cailettewald und im Mai bei Fort de Douaumont
- Juni bis Dezember: Stellungskämpfe in der Woëvre bei Mouilly, am Tranchée de Calonne und im Oktober bei Les Éparges

#### 1917
- Januar bis Februar: Stellungskämpfe bei Les Éparges
- März bis April: Stellungskämpfe bei Lunéville
- April: Stellungskämpfe bei Noyon an der Aisne
- Juni bis August: Stellungskämpfe an der Aisne, im Juni bei Urvillers (das Regiment wurde zur 121. Infanteriedivision versetzt), im August bei Cerny und im Dezember am Chemin des Dames

#### 1918

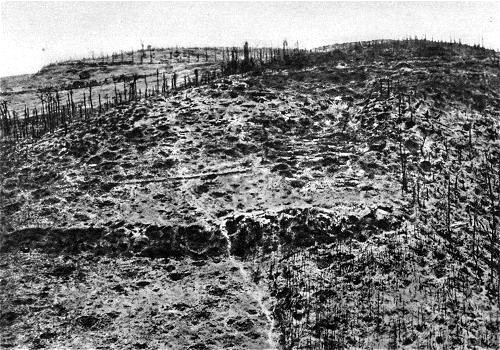
Schlachtfeld am Kemmelberg

- Januar bis April: Stellungskämpfe am Chemin des Dames
- Mai: Vierte Flandernschlacht, Angriffskämpfe am Kemmelberg
- Juni bis Juli: Angriffskämpfe an der Oise, im Juni bei Compiègne, im Juli an der Ferme des Loges und im August bei Lassigny
- Oktober: Angriffskämpfe am Chemin des Dames

### Zwischenkriegszeit
Im Jahre 1923 wurde das Regiment aufgelöst.

### Zweiter Weltkrieg
Wegen des drohenden Zweiten Weltkrieges 1939 wieder aufgestellt, bildete es bei Kriegsausbruch 1940 zusammen mit dem 74e régiment d’infanterie, dem 119e régiment d’infanterie, dem 43e régiment d’artillerie divisionnaire (43. Divisions-Artillerieregiment), dem 243e régiment d’artillerie lourde divisionnaire (243. schweres Divisions-Artillerieregiment) und dem 13e groupe de reconnaissance de division d’infanterie (13. Infanteriedivisions-Aufklärungsgruppe) die 6. Infanteriedivision.
Nach den schweren Verlusten im Juni 1940 wurde das Regiment aufgelöst.

## Nachkriegszeit
Wieder aufgestellt als 36e bataillon d’infanterie, wurde es von 1960 bis 1962 im Algerienkrieg eingesetzt.
Nach dem Ende des Krieges wurde das 36e bataillon d’infanterie am 19. März 1962 so wie 91 andere Einheiten zur Bildung der nationalen Streitkräfte herangezogen. Grundlage war der Vertrag von Évian vom 18. März 1962. Das 36e BI stellte in Messobket das 494e UFL-UFO (UFL = Union des forces locales – UFO = Unions des forces de l’Ordre) der Streitkräfte der provisorischen algerischen Regierung auf. Die Einheit bestand zu 10 % aus Militärpersonal aus den Metropolen und zu 90 % aus Militärpersonal mit ländlichen Wurzeln (Militaires musulmans).
Nach der Rückkehr aus Algerien wurde die Einheit zu einem inaktiven Reserveregiment umgewandelt (36e régiment de réserve des forces du territoire) und der Territorialverteidigung zugeteilt. Mobilmachungsstützpunkt war Caen.

## Regimentsfahnen seit Napoleonischer Zeit
Auf der Rückseite der Regimentsfahne sind (seit Napoleonischer Zeit) in goldenen Lettern die Feldzüge und Schlachten aufgeführt, an denen das Regiment ruhmvoll teilgenommen hat.
In seiner Geschichte führte das Regiment nacheinander an die 16 verschiedene Fahnen.

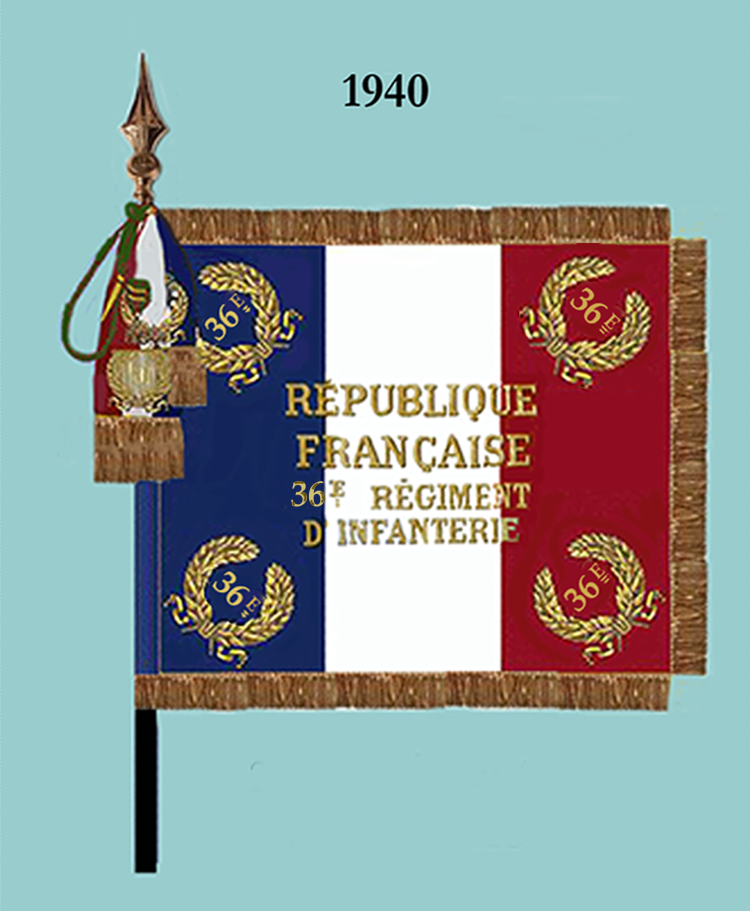
Zuletzt geführte Fahne (Vorderseite)
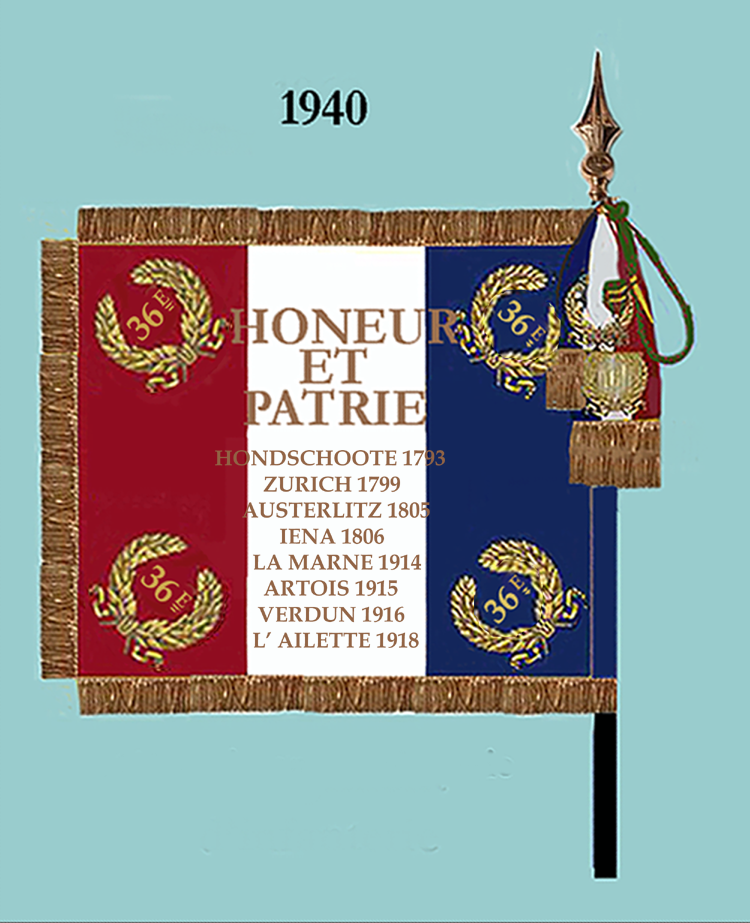
Zuletzt geführte Fahne (Rückseite)

## Auszeichnungen
Das Fahnenband ist mit dem Croix de guerre 1914–1918  mit drei Palmenzweigen für dreimalige lobende Erwähnung im Armeebefehl und einem goldenen Stern für eine lobende Erwähnung im Korpsbefehl dekoriert.
Die Angehörigen des Regiments haben (auch bei einer eventuellen Wiederaufstellung) das Recht, die Fourragère in den Farben des Croix de guerre 1914–1918 zu tragen.